# Florentine Rost van Tonningen
 (août 2013).
Si vous disposez d'ouvrages ou d'articles de référence ou si vous connaissez des sites web de qualité traitant du thème abordé ici, merci de compléter l'article en donnant les références utiles à sa vérifiabilité et en les liant à la section « Notes et références ».
Florentine Sophie (Florrie) Rost van Tonningen (née Heubel, 14 novembre 1914, Amsterdam - 24 mars 2007, Waesmunster) était l'épouse de Meinoud Rost van Tonningen, 2e leader du Mouvement national-socialiste aux Pays-Bas (NSB) et président de la banque nationale, la Banque des Pays-Bas, pendant l'occupation allemande (1941-1945). Parce qu'elle continuait à soutenir et à propager les idéaux du national-socialisme après la Seconde Guerre mondiale et la mort de son mari, elle fut surnommée, aux Pays-Bas, « La Veuve noire » (« De Zwarte Weduwe »).

## Jeunesse
Florentine Heubel était la plus jeune fille de Gustav Adolph Heubel, banquier de la firme Jan Kol & Co, et de l'aristocrate Cornelie van Haren Noman. Elle avait une sœur aînée, Annie (née en 1906), et deux frères, Dolf (1904) et Wim (1910). Elle grandit à Hilversum. Lorsque la jeune princesse Juliana se rendit dans la ville, Wim et Florrie furent invités à jouer avec elle. Dans les années 1930, elle participait avec Wim aux activités de la Nationale Jeugdstorm, organisation de jeunesse du NSB conçue selon le modèle des Jeunesses hitlériennes. Elle entreprit l'étude de la biologie à l'université d'Utrecht, montrant un intérêt particulier pour l'éthologie.
Au cours de l'été 1936, lors d'un séjour à Berlin dans le cadre de ses études, elle fut impressionnée par Adolf Hitler, « la camaraderie, la discipline et l'engagement » du mouvement nazi. Un an plus tard, elle partit en voyage avec Wim aux Indes néerlandaises, où son frère aîné Dolf travaillait comme ingénieur agronome. Quand elle revint aux Pays-Bas, elle quitta le NSB parce qu'elle pensait qu'il ne respectait pas les idéaux de l'eugénisme, et que son chef, Anton Mussert, ne partageaient pas suffisamment ses préoccupations. En 1939, son frère lui présenta Meinoud Rost van Tonningen, qui à l'époque était déjà un élément important et influent du NSB. Lors de l'invasion allemande des Pays-Bas le 10 mai 1940, elle était à Berlin.

## Mariage
Le 21 décembre 1940, jour du solstice d'hiver, Heubel épousa Meinoud Rost van Tonningen. Les antécédents familiaux des époux avait été vérifiés et approuvés sur demande par Heinrich Himmler, Reichsführer-SS allemand, faisant de leur union le premier mariage SS aux Pays-Bas. Ils eurent trois fils, Grimbert (1941), Ebbe (1943) et Herre (1945), qui prirent ouvertement dans les années 1980 leur distance par rapport aux opinions politiques de leur mère. Le 28 avril 1945, alors qu'elle donnait naissance à son plus jeune fils sur l'île de Terschelling, son frère Wim, combattant dans les forces SS, tombait au combat près d'Elst. Elle fuit aussitôt que possible par Cuxhaven vers Goslar en Allemagne, où ses parents avaient une propriété. Son mari fut capturé et emprisonné le 8 mai par les forces canadiennes.
Immédiatement après la guerre, Meinoud mourut dans la prison de Schéveningue, dans l'attente de son procès ; il aurait sauté par-dessus la balustrade d'un escalier. Florentine Rost van Tonningen-Heubel contesta jusqu'à sa mort la thèse du suicide, affirmant qu'il avait été assassiné et que ses camarades de prison pouvaient en témoigner. Le motif aurait été que son mari, en tant que président de la Banque des Pays-Bas, savait trop de choses sur les transactions illégales dans lesquelles étaient impliquées des personnes importantes. En 2000, lors d'une émission télévisée Het zwarte schaap (Le Mouton noir), A.J. van der Leeuw, ancien employé du RIOD (Institut National de Documentation de Guerre) émit l'opinion que Meinoud Rost van Tonningen avait peut-être été poussé à se suicider en prison.
Dans son livre biographique In Search Of My Weddingring (À la recherche de mon alliance), Mme Rost van Tonningen-Heubel a accusé le Prince Bernhard de porter la responsabilité principale de la mort de son mari, comme il avait été responsable des Forces de Résistance, affirmant que ses archives privées contenaient des preuves. Ces archives sont accessibles uniquement par son représentant et archiviste F.J.A.M. (Ronald) van der Helm, qui l'a assisté à partir de 1980. En 1997, il a rédigé la généalogie de Rost van Tonningen et l'a placée dans le Patriarcat néerlandais.[incompréhensible] Peu de temps avant sa mort, van der Helm a également reçu son alliance en or, qui a été embrassée par Adolf Hitler à Berlin lors de son mariage en 1940 et qu'elle a considéré ensuite comme sacrée.

## Période d'après-guerre
Après la mort de son mari, Rost de Tonningen-Heubel resta active au sein de plusieurs mouvements d'extrême-droite. Au départ, elle était placée sous curatelle, comme de nombreux anciens nationaux-socialistes. Son curateur était Leo Anton Block, greffier du Sénat, qui a placé les trois fils de Rost van Tonningen-Heubel sous la tutelle vigilante de son beau-frère Nico, lequel était au service de la reine Juliana. Son fils Grimbert quitta sa mère et alla vivre dans la famille Fentener van Vlissingen.
En 1952, elle déménagea de La Haye à la villa « Ben Trovato » à Velp. Elle rapprochait le nom de la villa (T)rovato de celui de son époux ROst VAn TOnningen, y découvrant un signe surnaturel. En ce temps, elle avait une entreprise privée de matériel de chauffage. En 1968, elle est apparue dans le documentaire portrait d'Anton Mussert du réalisateur Paul Verhoeven (1901-1975), la première fois qu'elle a fait une apparition publique nationale. Plusieurs fois, elle a été reconnue coupable de distribution de propagande et de l'organisation de réunions nazies. Le domicile de la veuve a été à plusieurs reprises fouillé par la police, mais sans résultat, et a été plusieurs fois la cible d'incendiaires, a-t-elle écrit dans son livre Op zoek naar mijn huwelijksring (À la rechercha à mon alliance).

## Relations
Elle maintint des contacts avec de nombreux éminents ex-nazi et sympathisants nazis ou négationnistes, comme le professeur français Robert Faurisson, David Irving, Gudrun Burwitz (fille de Heinrich Himmler), Miguel Serrano, Colin Jordan, Ilse Pröhl (veuve de Rudolf Hess), Gertrud et Arthur Seyss-Inquart, Erich Priebke, Matt Koehl, leader du mouvement néo-nazi américain The New Order, Thies Christophersen, Franz von Papen, Léon Degrelle, Hjalmar Schacht, Ernst Zündel, le général Otto-Ernst Remer, Udo Walendy, Horst Mahler, les membres du Vlaams Blok et de nombreux autres. À partir de 1990, elle eut de nombreux contacts avec le journaliste Willem Oltmans.

## Pension
Jusqu'à sa mort en 2007, elle reçut une modeste pension de veuve de l'État néerlandais parce que son mari avait été député. La révélation au grand public de ce fait en 1986 causa une grande émotion. Néanmoins, cette pension fut maintenue après une audition à la Chambre basse. En 2000, âgée de 85 ans, la Veuve noire parut dans le show télévisé Het Zwarte Schaap (Le Mouton noir) du groupe VARA. Elle s'y défendit si farouchement que le producteur pensa un moment abandonner la diffusion de l'émission. Elle avait prévu de quitter sa villa pour s'installer dans un appartement à Arnhem, mais les protestations contre sa venue l'en empêchèrent. Peu après, considérant qu'elle ne pouvait plus vivre aux Pays-Bas, elle partit « en exil » en Belgique. Jusqu'à sa mort, elle aura défendu les idées du national-socialisme.

## Décès
Florentine Van Tonningen-Heube est morte le 24 mars 2007 à son domicile de Waesmunster, à 92 ans. Une semaine plus tard, elle fut enterrée à Rheden. Dès 1996, elle y avait acheté un emplacement et une pierre tombale portant son nom, sa date de naissance et l'inscription « La vérité rend libre ». Les résidents des environs craignent que la tombe n'attire des rassemblements ou pèlerinages d'extrémistes de droite.